# Heptan
Heptan (prema grč. ἑπτá: sedam, poznat i kao dipropil metan), zasićeni tekući ugljikovodik sa sedam ugljikovih atoma u molekuli, sedmi član homolognoga niza alkana. Postoji u devet izomernih oblika, a sastojak je nafte, benzina, katranskog ulja i škriljevaca. Ravnolančasti heptan vrlo je sklon neravnomjernomu, detonirajućem izgaranju (pojavi koja uzrokuje tzv. lupanje motora), pa služi kao jedno od mjerila za određivanje oktanskoga broja motornoga goriva.